# Манукян, Эдвард
Эдва́рд Манукя́н (род. 27 июля 1981) — армянский композитор. Список его работ включает оркестровые, камерные произведения, и более 100 песен.

## Избранные сочинения
- «Концерт для фортепиано с оркестром» (2004).
- «Привет Армения!», симфоническая увертюра (2005).
- «Армянский обзор», для симфонического оркестра (2005)
  - 1. «Вступительный танец»
  - 2. «Фанфара ностальгии»
  - 3. «Каприччио»
  - 4. «Романс»
  - 5. «Патриотический марш».
- Концерт для камерного оркестра (2006).
- Первая симфония (2006)
- «Триумф знания», для симфонического оркестра (посвященный Джеймсу Уотсону и Фрэнсису Крику) — (2008)